# Ryszard Seruga
Ryszard Seruga (ur. 31 marca 1953 w Nowym Sączu) – polski kajakarz górski, przedsiębiorca, działacz sportowy, olimpijczyk z Monachium 1972.
Kanadyjkarz podczas kariery sportowej reprezentował kluby sportowe: Dunajec Nowy Sącz, AZS Wrocław i Gerlach Drzewica. W latach 1971–1980 jedenastokrotnie zdobywał tytuł mistrza Polski w konkurencjach C-2 slalom, C-2 zjazd, C-2 × 3 slalom drużynowo, C-2 × 3 zjazd drużynowo. 
Medalista mistrzostw świata :
- złoty w roku 1979 w konkurencji C-2 × 3 slalom (partnerem w osadzie był Jan Frączek, a drużynę tworzyli: Jerzy Jeż, Wojciech Kudlik, Jacek Kasprzycki, Zbigniew Czaja),
- Srebrny w roku 1981 w konkurencji C-2 × 3 slalom (partnerem w osadzie był Marek Maślanka, a drużynę tworzyli: Jerzy Jeż, Wojciech Kudlik, Jacek Kasprzycki, Zbigniew Czaja),
- brązowy w roku 1975 i w roku 1977 w konkurencji C-2 × 3 slalom (partnerem w osadzie był Jan Frączek, a drużynę tworzyli: Jerzy Jeż, Wojciech Kudlik, Maciej Rychta, Zbigniew Leśniak).

Finalista mistrzostw świata w kajakarstwie:
- w roku 1971 zajął 5. miejsce w konkurencji C-2 × 3 slalom,
- w roku 1973 zajął 5. miejsce w konkurencji C-2 slalom oraz 5. miejsce w konkurencji C-2 × 3 slalom,
- w roku 1975 zajął 7. miejsce w konkurencji C-2 slalom,
- w roku 1977 zajął 7. miejsce w konkurencji C-2 slalom,
- w roku 1979 zajął 7. miejsce w konkurencji C-2 slalom,
- w roku 1981 zajął 5. miejsce w konkurencji C-2 × 3 zjazd.

Sportowiec w olimpijskim kajakarstwie w Monachium wystartował w konkurencji C-2 slalom (partnerem był Jan Frączek). Polska osada zajęła 5. miejsce.
Po zakończeniu kariery sportowej otworzył wytwórnię kajaków Plastex Composite. Pożar strawił jego przedsiębiorstwo 31 marca 2025 roku.
Był także działaczem Polskiego Związku Kajakowego.